# Onde EP
Onde EP è il sesto EP del cantante italiano Marco Mengoni, pubblicato il 16 giugno 2017 dalla Sony Music.

## Descrizione
Anticipato dal singolo Onde (Sondr Remix), Onde EP contiene quattro versioni remixate più la versione originale del brano Onde, originariamente pubblicato nell'album dal vivo Marco Mengoni Live.

## Tracce
1. Onde (Sondr Remix) – 2:54
2. Onde (Filatov&Karas Remix) – 3:16
3. Onde (Tim Bell Remix) – 3:11
4. Onde (NDPC Remix) – 3:23
5. Onde – 3:22